# Antibiotice
Antibiotice ist ein 1955 gegründetes rumänisches Pharma-Unternehmen mit Firmensitz in Valea Lupului, Iași, wo sich auch dessen Produktionsstätte und Forschungszentrum befinden. Insgesamt werden aktuell (Stand: Mai 2015) etwa 150 verschiedene Produkte aus zwölf Therapiefeldern der Humanmedizin sowie weitere Produkte aus dem Bereich der Veterinärmedizin hergestellt. Als zweitgrößter Produzent weltweit stellt das Unternehmen unter anderem seit 1997 das Actinobacterium Nystatin her. Das weitere Portfolio reicht von Baby-Cremes über Silibinin-Präparate bis hin zu Chemotherapeutika.

## Tätigkeitsfelder
- Bereiche der Humanmedizin: Verdauung, Antiinfektiva, antineoplastische Chemotherapeutika und Immuntherapeutika, Blut und blutbildende Organe, Herz-Kreislauf-System, Zentrales Nervensystem, Dermatologie, Urologie und Sexualhormone, Muskel-Skelett-System, Atemwege, Augenheilmittel sowie weitere Produkte.
- Tiermedizin: Fünf Antiinfektiva.